# Simon du Fleuve
Simon du Fleuve é o personagem de uma série de histórias em quadrinhos de aventura que tem lugar no antigo território da França após um colapso da civilização no futuro.

## Álbuns
Edição da Livraria Bertrand:
- O Clã dos Centauros - Julho de 1978
- Os Escravos - Junho de 1979
- Maílis - Maio de 1980
- Os Peregrinos - Agsosto de 1980
- Cidade N.W. Nº 3 - Setembro de 1982

Do mesmo autor (com a colaboração de Greg), mas não relacionados:
- Os Náufragos de Arroyoka - Abril de 1978

Não publicados em Portugal:
- La Ballade de Cheveu-Rouge, 1981
- L'Éveilleur (desenhos), com Alain Riondet (argumento), 1988
- Les Chemins de l'Ogam (desenhos), com Alain Riondet (argumento), 1988
- Naufrage - Tomo 1 (desenhos), com Alain Riondet (argumento), 1989
- Naufrage - Tomo 2 (desenhos), com Alain Riondet (argumento), 1989